# Maculinea pseudoroboris
Maculinea pseudoroboris är en fjärilsart som beskrevs av Beuret 1949. Maculinea pseudoroboris ingår i släktet Maculinea och familjen juvelvingar. Inga underarter finns listade i Catalogue of Life.